# Straße der Ölsardinen
Straße der Ölsardinen (Originaltitel: Cannery Row) ist ein US-amerikanischer Spielfilm aus dem Jahr 1982. Regie führte David S. Ward. Das Drehbuch basiert auf den Büchern Die Straße der Ölsardinen und Wonniger Donnerstag von John Steinbeck. Handlungsort ist die Cannery Row im kalifornischen Monterey, in der von 1895 bis 1945 im großen Stil Fischkonserven hergestellt wurden.

## Handlung
Ende der 1940er Jahre haben die Fischdosenfabriken der einst florierenden Cannery Row geschlossen. Zurückgeblieben sind der Meeresbiologe Doc, der obdachlose Mack mit seinen engsten Freunden Hazel, Hughie, Jones und Eddie; Fauna Flood, Betreiberin des Bordells Bear Flag, Ella mit ihrem Diner Golden Poppy, Joseph, Besitzer eines kleinen Kaufladens und der trompetenspielende Hellseher Max. In diesen Mikrokosmos kommt Suzie DeSoto und fängt bei Fauna im Bordell als Prostituierte an. Doc und Suzie finden schnell Interesse aneinander, Suzie erfährt von Fauna, dass Doc früher der Baseballprofi „Eddie der Blitz“ war und bürgerlich Ed Daniels heißt.
Bei einem gemeinsamen Abendessen erzählt Doc Suzie, dass er mit 22 Jahren einen anderen Spieler mit einem Ball am Kopf traf, nach diesem Unfall hat er seine Karriere beendet. Nach einer beeindruckenden Tanznummer zwischen Doc und Suzie, deren Zeuge die ganze Straße war, beschließt Mack, für Doc eine Party zu schmeißen. Da
die Freunde dafür natürlich kein Geld haben, fragen sie Doc nach einem Aushilfsjob. Doc beauftragt sie mit dem Fang von Fröschen, diese Frösche verkaufen sie an Joseph, der ihnen dafür die Lebensmittel für die Party gibt. Als Doc abends nach Hause kommt, steigt die Überraschungsparty; als Höhepunkt verkündet Fauna, dass man im Fairmont-Hotel San Francisco die Ambassador Suite gemietet hat, damit Suzie Doc zu seinem Meeresbiologenkongress begleiten kann.
Der schüchterne Doc reagiert abweisend, was Suzie zutiefst verärgert. Suzie und Doc verlassen getrennt die Party, die eine unangenehme Wendung findet, als die übriggebliebenen Anwesenden eine Prügelei mit auftauchenden Jugendlichen beginnen, und dabei Docs komplettes Labor verwüsten. Suzie nimmt danach eine Stelle bei Ella im Diner an und wohnt in einem selbst umgebauten alten Tank. Doc will ihr einen Heiratsantrag machen, den Suzie jedoch im Keim erstickt. Der geistig zurückgebliebene Hazel will nicht mit ansehen, wie sich sein Freund Doc quält und versucht, Doc und Suzie zu verkuppeln. Suzie sagt Hazel, dass sie Doc mag und sich im Falle einer Krankheit oder eines gebrochenen Arms durchaus um Doc kümmern würde. Eines Morgens findet Hazel den am Strand wohnenden Hellseher tot auf, es stellt sich heraus, dass er der Spieler war, den Doc damals am Kopf getroffen hatte. Kurz darauf bricht Hazel dem schlafenden Doc mit einem Baseballschläger den Arm. Hazels Plan geht auf, Suzie und der verletzte Doc werden ein Paar.

## Hintergrund
- Straße der Ölsardinen war das Regiedebüt von David S. Ward, der 1974 einen Oscar für das Drehbuch zu Der Clou gewonnen hatte.
- Als Vorlage für die Figur des Doc diente Steinbecks Freund Edward Ricketts. Er starb 1948 im Alter von 50 Jahren bei einem Autounfall.
- Die Rolle der Suzie war ursprünglich mit Raquel Welch besetzt, die kurz nach Drehbeginn überraschend durch die 15 Jahre jüngere Debra Winger ersetzt wurde. Als Grund gab das Studio an, Welch verstoße gegen ihren Vertrag, weil sie darauf bestanden habe, dass ihr Haar und Make-up in ihrem Zuhause und nicht am Set hergerichtet wurden. Vor Gericht erstritt sie sieben Jahre später eine Entschädigung von 10 Millionen US-Dollar.[1]
- Bei einem Budget von 11,3 Millionen US-Dollar spielte der Film lediglich 5,3 Millionen US-Dollar wieder ein.